# تي جيه بيركنز
تيدي جيمس تي جي بيركنز (بالإنجليزية: T.J. Perkins)‏ (ولد في 3 سبتمبر 1984) هو مصارع فليبني أمريكي موقع حاليا في شركة Impact wrislting. انه كما هو معروف لعمله في مجموعة شركة المصارعة العمل بدون توقف (TNA)، حيث كان بطل قسم السابق TNA X. في TNA، انه استخدم اسم عصابة مانيك، والتي تقوم على وسيلة للتحايل. كما عمل على حلبة مستقلة، وأحيانا تحت قيادته الأولى TJP أو تحت قناع وكان بأسم سويسايد.

## من الفترة (1998-2003)
بدء بيركنز أول تدريب له في سن ال 13، وتدرب في مدرسة الكفاح المجاني المحلية في مسقط رأسه في لوس أنجلوس، كاليفورنيا. لأول مرة في يناير كانون الثاني 1999 في سن ال 14، تحت قناع فقد كان أصغر مصارع في الاتحاد. في البداية، انه صارع تحت اسم تي جي بيركنز، وذلك باستخدام «بينوي بوي» كلقب. من أجل حضور العروض، كان عليه أن لا يذهبون إلى المدرسة معظم الجمعة. [1] انه تصارع على حلبات مستقلة في ولاية كاليفورنيا ونيفادا وأريزونا والمكسيك خلال أول سنتين له.

## اتحاد اليابان الجديد من الفترة (2001-2011)
في عام 2001، بدأت بيركنز التدريب في اتحاد اليابان الجديد للمصارعة في إينوكي دوجو في لوس انجليس جنبا إلى جنب مع أصدقاءة ريكي ريس، روكي روميرو، ودانيال براين. وكانوا جميعا لأول مرة في NJPW على نفس بطاقة كوراكوين قاعة في أكتوبر 2002، مع بيركنز ظهور لأول مرة باسم ميسكلز «بينوي بوي» مع تي جي بيركنز. في NJPW، وقال انه يحمل الرقم القياسي من أصغر مصارع غير ياباني للتنافس على اللقب، في 18 سنوات و 3 أسابيع من العمر. في سن ال 18 في عام 2003، في أعقاب جولته الثالثة مع NJPW، وقال انه بالنظر وسيلة للتحايل (حرف) من طراز سايسند، شخصية ملثمين مع أوجه التشابه مع النمر قناع، وبدأ التعاون المشترك مع النمر المقنع الرابع. وقال بيركنز تم إنشاء الطابع نظرا لأوجه الشبه التي يراها بينه وبين النمر المقنع الأصلي، ساتورو ساياما، وكانت الفكرة انه سيكون النسخة الأمريكية من النمر قناع.
في أواخر شهر مايو وبداية يونيو 2011، ظهر تيدي، تحت اسم تي جي بي، وشارك في البطولة سوبر جونيور في NJPW. بعد فوز ثلاثة من له ثماني مباريات في المرحلة جولة روبن البطولة، أنهى TJP السابع من أصل تسعة من المصارعين في ليلة واحده، ولكن ولم يصل إلى الدور قبل النهائي.

## الاتحاد الاسباني (2003)
في عام 2003، قضى بيركنز الوقت في المكسيك مع روكي روميرو وبوبي كوينس، حيث الثلاثي مع المدربين وتصارع امام المصارعة المجلس العالمي.

## اتحاد حرب العصابات (2003-2016)
بدء بيركنز أول منافسة في جنوب كاليفورنيا لتعزيز قدراتة في المصارعة في اتحاد حرب العصابات (PWG) في عام 2003 باسم «بينوي بوي»، والتي كان شعارة (هل أنت على استعداد كاف لتحطيم الصخرة؟!) حيث علقت فيتو وعن شبر واحد أطول من متوسط حيث كان على الطرف الخاسر من ستة رجل مباراة. بعد تغيير اسمه إلى حلقة بوما في ديسمبر كانون الأول عام 2003، دخل التانغو والنقدية بدعوة البطولة لتحديد المنافس الأول PWG العالم العلامة فريق الابطال مع ساموا جو كشريك له. [14] الزوج من الوصول إلى الدور الثاني قبل أن يتم القضاء عليها. طوال الفترة المتبقية من عام 2004، تنافست بوما بانتظام في مباريات الفردي، وهزيمة المنافسين بما في ذلك ريكي ريس، توني كوزينا، براد برادلي، وكيد الإنجليزي. في النصف الأول من السنة التالية، وقال انه تنافس بشكل متقطع في PWG، لا سيما في المباريات الاقصائية.
في يوليو 2005، قام بتغيير اسمه إلى تي جي بيركنز، وهزم ديفي ريتشاردز وهاردكور كيد في مباريات اثنين ضد واحد، ولكن بيركنز واليكس شيلي فقدت بعد مباراة فريق بطاقة إلى الثنائي. ذهب بيركنز على أن يخسر مباراة الفردي إلى شيلي في بعد المدرسة الخاصة. أنهى بيركنز من السنة في بطاقة فريق مباراة مع مختلف الشركاء، وبدأ عام 2006 بنفس الطريقة. انه انتقل مرة أخرى في منافسات الفردي في ما وراء ثوندردوم مارس 2006، هزم السيد المثير، قبل الشروع في عداوة استمرت حتى يونيو، عندما هزم برئ. وتضمن له الهزائم المتتالية خسارة لروكي روميرو في منافسات الفردي ومعه في مباراة فريق الثنائي واجه من جديد في في شهر أكتوبر، والذي فاز بيركنز بعنوان الذاتي، لكنه خسر مباراة العودة في الشهر نفسه. وقال انه وضع في وقت لاحق عداء مع بينو جامبينو، التي تواجهه في العديد من ستة رجال مباريات فريق بطاقة في وقت مبكر من عام 2007 في مايو، هزم بيركنز جامبينو في مباراة فردية، قبل عودتهم إلى كونها على طرفي نقيض في فريق مباريات في منتصف عام 2007.
في يناير 2008 شكل بيركنز فريق منتظم مع هوك بومبيري، وتنافس ضد فريق الديناميت لقب بطولة جولة روبن تصفيات سلسلة. في بيرل هبرة هزم فريق باكس الشباب (نيك ومات جاكسون)، لكنه خسر مباراته ضد لوس لوشس (فينيكس ستار وزوكارا) في ¡حياء دي لوس انحلوس!. في حلقة مستقيم هزموا العقرب سكاي ورونين بالعد، وبعد ذلك في ليلة وبيركنز ويومبيري توقفت المباراة بين باكس الشباب ولوس لوشس، مما تسبب في عدم جدوث أي مسابقة. وأدى ذلك إلى رباعية بطاقة المباراة خروج منتخب تجري في 1.21 جيجاوات، التي فاز بها لوس Luchas. [47] بعد سلسلة تصفيات حصلت بيركنز وBomberry فرصة أخيرة لدخول DDT4، التي تواجه العقرب سكاي ورونين مرة أخرى على انها هدية.... ونقمة، في جهد خاسرة. ذهب بيركنز على لهزيمة الزئبق تشارلز وميكي نيكولز، ومارك ديفيس ومكافحة الشغب في مباراة فريق، قبل أن يعود بيركنز لمنافسات الفردي. في تشرين الثاني، شارك بيركنز في معركة PWG في لوس انجليس للمرة الأولى. هزم ظرف تايلور في الجولة الأولى، ولكن تم القضاء على من البطولة بعد خسارته امام دانيال براين في الثانية. في يناير وفبراير 2009، بيركنز خسر مباريات الفردي على حد سواء أوستن الحمل وB-بوي. بعد انتقاله إلى ولاية فلوريدا في أوائل عام 2009، وتوقف بيركنز الظهور.
بعد توقف دام تدوم لفترة أطول من ثمانية عشر شهرا، عاد بيركنز PWG في الأخطار روك ن 'لفة الانحطاط في سبتمبر 2011، وخسرت أمام إدي إدواردز. نافس بشكل منتظم من أجل تعزيز نفسة في عام 2012 مع نتائج مختلطة. في سبتمبر، دخل عام 2012 معركة لوس انجليس، هزيمة جوي ريان في الجولة الأولى قبل أن يخسر أمام سامي كلاهين في الدور ربع النهائي.

## اتحاد حلبة الشرف (2003–2012)
لأول مرة بيركنز في حلبة الشرف (ROH) في ديسمبر 2003، وذلك باستخدام اسم بوما، وخسر أمام جوش دانيلز. عاد بوما الي حلبة الشرف في فبراير 2005، وخسرت أمام جيمس جيبسون في مباريات فردية متعاقبة. كانت له مباراة القادمة في أغسطس 2005، حيث كان على الطرف الخاسر من مباراة فرق جنبا إلى جنب مع جيمي الهذيان ومباراة فردية ضد ريكي رييس. في مظهر المقبل له في مهرجان ROH السنة الخامسة: فيلي تظهر في فبراير 2007، رأى بيركنز تنافس تحت اسمه الحقيقي وتفقد لنايجل ماكغينيس. وجاءت خسائر أخرى في أكتوبر 2007، قبل أن كسب أول فوز له في ROH بفوزه كايل أورايلي في علامة العنوان كلاسيكي الثاني في ديسمبر كانون الأول عام 2010. تواجه بيركنز قبالة ضد كولت كابانا في معركة 2010 عرض الدفع لكل النهائي الإنترنت في 18 ديسمبر 2010 والتي خسر فيه.
في يناير 2011، وبدا بيركنز ROH في اجتماعهم المواجهة عرض المصارعة العريق في الشمس الثانية، حيث خسر أمام ديفي ريتشاردز. في مارس، خسر أمام كريس هيرو وسامي زين، قبل أن تعلن حلبة الشرف أن بيركنز وقعت عقدا مع العرض في 6 أكتوبر. ورأو انه المستحقة مزيد من الخسائر لجاي بريسكو، جاي القاتلة، ومايك بينيت في نوفمبر تشرين الثاني وديسمبر كانون الأول. في معركة نهائي 2011 الدفع لكل عرض، فقد بيركنز مايكل الجين. في مارس 2012 ظهر في الدفع لكل عرض 10 الذكرى مشاهدة، يعاني من فقدان فريق. كجزء من التنافس تشيكارا مقابل حلبة الشرف، تصارع بيركنز في المواجهة في الشمس، وهزيمة النار النملة. في الوحدة، النار النملة وحلفائه من مستعمرة هزم بيركنز، جاي القاتلة، وآدم كول في ستة رجل مباراة فريق. في أبريل، بدأ بيركنز عداء مع مايك موندو، هزيمة له في مباراة قردية قبل تنظيم مع كل ليلة عبر عن كيني الملك وريت تيتوس لهزيمة موندو وباكس الشباب (مات ونيك جاكسون) في حروب الحدود. يوم 9 سبتمبر 2012، وأطلق سراح بيركنز من عقد ROH له. وطلب الإفراج عنه، كما انه يشعر عقد حلبة الشرف له وتقييد فرص أخرى بالنسبة له.

## توتال نون ستوب اكشن ريسلينغ (TNA)
جعل بيركنز أيضا مباراة كما بوما مع مجموع المصارعة العمل بدون توقف، ظهور لأول مرة في عام 2004، عندما كان يعمل سمسار في العديد من الشرائط TNA XPLOSION. كما انه كان أول رجل يفوز بلقب في سوبر X-كأس عام 2004. شارك في 20 لاعبا X-قسم معركة الملكي القفاز في شارع النصر، لكنه كان أول رجل القضاء عليها. بعد ذلك بعامين، عاد إلى TNA باعتباره ممثل اليابان في مباراة معرض الدولي X-قسم في الوجهة X، التي تواجه بتي وليامز، كريس سابين، وسونجاي دأت. وقد فاز في مباراة الذهاب في نهاية المطاف من قبل سابين. كما شارك أيضا في مباراة Xscape في تأمين الشهر التالي. كانت بوما لاحقا عضوا في فريق المكسيك في العالم X-كأس 2006، جنبا إلى جنب مع التستر، ماغنو والمفزع. في هذه البطولة، وقال انه خسر مباراة الجولة الثانية لكابتن فريق الولايات المتحدة الأمريكية كريس سابين. كانت بوما آخر رجل القضاء في ثالث مباراة القفاز المستديرة، من قبل قائد الفريق كندا بتي] وليامز. أنهى فريق المكسيك المركز الثالث، برصيد أربع نقاط. في يوليو 2007، عاد بيركنز TNA كما بوما، والمصارعة في رجل و10 في نهاية المطاف X القفاز في شارع النصر، ولكن كان أول رجل القضاء عليها. عاد في شارع النصر 2008 دفع مقابل المشاهدة، وهو ما يمثل فريق اليابان في مباراة القضاء، حيث كان ثانية واحدة القضاء عليها.
في 22 أيلول 2009، بيركنز، تحت قيادته بوما وسيلة للتحايل، وعاد إلى TNA للمصارعة في مباراة مظلمة، والذي هزم من قبل كولت كابانا. عملت بيركنز اثنين من أكثر مباريات السوداء تحت اسم تي جي بيركنز خلال 10-12 يناير 2011، الشرائط من TNA أثر! فقدان إلى شانون مور وسامي زين. في سبتمبر 2012، تنافست بيركنز كما بوما ضد زيما ايون في حدث مباراة مظلمة الرئيسي لتسجيل اللقطات سبتمبر من أثر! في 12 كانون الثاني، 2013، بيركنز، وبوما، وشارك في الشرائط من TNA في ليلة واحدة فقط: X-Travaganza خاص، والمصارعة في Xscape مباراة سبعة رجال، والتي فاز بها كريستيان يورك.

## قسم المصارعة الترفيهية (WWE (CWC
في أكتوبر 2009، حلقة من راو، بدا بيركنز وكان من المقرر أن يواجه ذا ميز، ولكن انتهى بها المطاف حلت محلها مارتي جانينتي قبل انطلاق المباراة جارية. في اليوم التالي بيركنز، تحت اسم جيه تي كوين، ظهر على ECW في مباراة ضد شيمس. وأسفرت المباراة في تنحية بعد أن هاجم شيلتون بنجامين شيمس. كما ظهر في بطولة فلوريدا للمصارعة، NXT، في عام 2009.

## قسم الوزن المتوسط (2016 إلى الوقت الحاضر)
في 7 مايو 2016، هزم بيركنز فريد ياهي في تتطور 61 في التأهل لبطولة الوزن المتوسط. بدأت البطولة يوم 23 يونيو مع بيركنز هزيمة دا ماك في أول مباراة الدور له. يوم 14 يوليو، هزم بيركنز جوني جارجانو في مباراته في الدور الثاني. في 26 آب، هزم بيركنز ريتش سوان للتقدم إلى الدور قبل النهائي. يوم 14 سبتمبر، هزم بيركنز كوتا تبيشا في الدور قبل النهائي وتقدمت إلى نهائيات كأس العالم في المصارعة، وهزيمة غران ماتليتك للفوز ببطولة الكروز للوزن المتوسط وكان هذا طريقة ال مدخل wwe والصعود الي عرض الرو، في صراع الأبطال، احتفظ بيركنز البطولة ضد براين كندريك. ثم اعيدت المباراة في عرض الرو التالي فاز بها براين كيندريك وحصل علي فرصة اخري لانتزاع لقب الكروز من تي جي بيركنز فقد بيركنز لقبه إلى كندريك في مباراة الثأر في الجحيم في زنزانة بعد أن أجبره براين كيندريك علي الاستسلام.

## حياتة الشخصية
ولد بيركنز في لوس انجليس لابوين فليبنيين من عمال شركة الطيران. في كاليفورنيا. في سن ال 18، بدأ التدريب في الملاكمة والفنون القتالية المختلطة والمصارعة والصيد. في سن ال 21، وكان بيركنز حصل ما يكفي من المال لشراء بيته.

## حركاته الخاصة
- 450 سبلاش
- كسر القدم الفلبينية
- تحليق عالي
- سوبليكس النمر
- تورنيدو دي دي تي

أغنية الدخول "Coming Alive" by Dale Oliver

## روابط خارجية
- تي جيه بيركنز على موقع IMDb (الإنجليزية)
- تي جيه بيركنز على موقع قاعدة بيانات الفيلم (الإنجليزية)
- تي جيه بيركنز على موقع دبليو دبليو إي (الإنجليزية)
- تي جيه بيركنز على موقع WrestlingData.com (الإنجليزية)
- تي جيه بيركنز على موقع CageMatch worker (الإنجليزية)
- تي جيه بيركنز على موقع قاعدة بيانات المصارعة على الإنترنت (الإنجليزية)
- تي جيه بيركنز على موقع عالم المصارعة على الإنترنت (الإنجليزية)
- تي جيه بيركنز على موقع عالم المصارعة على الإنترنت (الإنجليزية)